# Nigeriella fusciceps
Nigeriella fusciceps är en stekelart som beskrevs av Wiebes 1974. Nigeriella fusciceps ingår i släktet Nigeriella och familjen fikonsteklar.
Artens utbredningsområde är Nigeria. Inga underarter finns listade i Catalogue of Life.